# 1304

## Esdeveniments
- Fi de la guerra civil de l'Imperi Mongol.
- Sentència Arbitral de Torrellas.

## Naixements
- 20 de juliol - Arezzo (Itàlia): Francesco Petrarca, poeta italià.[1]
- Ibn Battuta.

## Necrològiques
- La Guàrdia dels Prats: Sant Pere Ermengol (n. 1238).
- 7 de juliol, Perusa, Estats Pontificis: Benet XI, papa.